# متباينة (جبر)
المتباينةأو المتراجحة (بالإنجليزية: Inequality)‏ في الرياضيات، هي علاقة رياضية تعبّر عن اختلاف قيمة عنصرين رياضيين، وغالباً ما تحوي إحدى الرموز (> ، < ، ≥ ، ≤).
- العلاقة {\displaystyle a<b\!\ } تعني أن a أصغر من b.
- العلاقة {\displaystyle a>b\!\ } تعني أن a أكبر من b.
- العلاقة {\displaystyle a\neq b} تعني أن a لا يساوي b لكنها لا تحدد العلاقة النسبية بينهما.

في جميع الأمثلة السابقة المتغيران a وb غير متساويين. وتعرف هذه العلاقات بعلاقات اللامساواة الصارمة، وذلك بالمقارنة مع العلاقات التالية:
- {\displaystyle a\leq b} تعني أن a هو أصغر أو يساوي لـ b.
- {\displaystyle a\geq b} تعني أن a هو أكبر أو يساوي b.

كما تستخدم المتباينات في تعريف الفترة -وهي نوع خاص من المجموعات الجزئية من الأعداد الحقيقية- ، وهناك ثلاث أنواع من الفترات تعرف كما يلي :
- فترة مغلقة

{a,b] = {x ∈ ℝ , a ≤ x ≤ b]
- فترة مفتوحة

{a,b) = {x ∈ ℝ , a < x < b)
- فترة نصف مغلقة نصف مفتوحة

{a,b) = {x ∈ ℝ , a ≤ x < b]

## الخصائص

### التعدي
حالات التعدي في المتراجحات:
- من أجل أية ثلاث أعداد حقيقة {\displaystyle a,b,c} :
  - إذا كانت a ≥ b وb ≥ c فإن: a ≥ c
  - إذا كانت a ≤ b وb ≤ c فإن: a ≤ c
- إذا كانت العلاقة بين عنصرين -من العناصر السابقة- لا مساواة صارمة، فإن العلاقة في النتيجة ستكون لا مساواة صارمة.
  - فمثلاً: إذا كانت a ≥ b وb > c فإن: a > c
- إذا كانت العلاقة بين عنصرين - من العناصر السابقة- علاقة مساواة، فإن العلاقة في النتيجة ستكون تراجح.
  - فمثلاً: إذا كانت a = b وb > c فإنّ: a > c

### الجمع والطرح
لا تتغير جهة المتراجحة إذا تم جمع أو طرح من طرفيها نفس العدد,
فإذا كانت {\displaystyle a,b,c} ثلاث أعداد حقيقية فإنه: إذا كان {\displaystyle a} > {\displaystyle b} فإنً {\displaystyle a+c} > {\displaystyle b+c}

### الضرب والقسمة
لا تتغير جهة المتراجحة إذا ضربنا أو قسمنا طرفيها على نفس العدد الموجب المغاير للصفر.
تتغير جهة المتراجحة إذا ضربنا أو قسمنا طرفيها على نفس العدد السالب المغاير للصفر.

### تطبيق دالة ما على طرفي المتراجحة

مخطط الدالة y = ln x

على سبيل المثال، تطبيق دالة اللوغارتم الطبيعي على طرفي المتباينة يعطي ما يلي:
{\displaystyle 0<a\leq b\Leftrightarrow \ln(a)\leq \ln(b).}
{\displaystyle 0<a<b\Leftrightarrow \ln(a)<\ln(b).}

## حل متباينة من الدرجة الأولى
بنفس طريقة حل المعادلات من الدرجة الأولى في مجهول واحد مع الأخذ في الاعتبار خصائص علاقة التباين وهي لا تختلف عن خصائص علاقة التساوي إلا في حالة الضرب والقسمة في عدد سالب حيث إن إشارة التباين في هذه الحالة تنعكس من أصغر إلى أكبر أو من أكبر إلى أصغر
- مثال :

12- > 4(2x+7)
12- > 28 + (x(8
12- 28- > (x(8
40- > (x(8
x < (-40)/8
x < -5
- مثال :

(8-) > (y(-2
y > 4

## متراجحات معروفة
أنظر أيضا لائحة المتراجحات.
- متراجحة أزوما
- متراجحة برنولي
- متراجحة بول
- متراجحة كوشي-شفارز
- متراجحة تشيبشف
- متراجحة كولموغوروف
- متراجحة ماركوف
- متراجحة بونكاريه
- المتراجحة المثلثية

## القيمة المطلقة في المتباينات
إذا كان x عددا حقيقيا، فإن القيمة المطلقة للعدد X ويرمز لها بالرمز |x| تعرف كالآتي:
|x| =
x , x ≥ o
x , x < o-
على سبيل المثال فإن:
- 9 = |9|
- 0 = |0|
- 2 = (2-)- = |2-|

من التعريف السابق نجد أن القيمة المطلقة لأي عدد حقيقي x هو مقياس هذا العدد بصرف النظر عن إشارته. أي أن |x| > صفر دائماً.
- قاعدة:

إذا كان x|=y ,y>0|
فإن x=y أو x=-y
- قاعدة:

إذا كان x عددا حقيقيا أكبر من الصفر (x > 0) فإن:
x|<y ⇔ -y<x<y|
حيث ⇔ (إذا وفقط إذا) تعني أنه إذا تحقق الشرط يتحقق الجواب وإذا تحقق الجواب يتحقق الشرط أيضاً (علاقة من طرفين).
- قاعدة:

إذا كان x عددا حقيقيا أكبر من الصفر (x > 0) فإن:
x>y ⇔ |x|>y أو x<-y.